# Walter de Gruyter
La Walter de Gruyter (abbreviato in De Gruyter, in tedesco:ˈɡʁɔʏ̯tɐ) è una casa editrice tedesca, specializzata in pubblicazioni scientifiche e con sede a Berlino. Il 1º marzo 2024, la casa editrice è stata rinominata De Gruyter Brill in seguito all'acquisizione di Brill.
De Gruyter pubblica oltre 1 300 nuovi titoli ogni anno, la metà dei quali in inglese. Inoltre, dal 2001, la casa editrice ha affiancato all'attività tradizionale la pubblicazione di riviste scientifiche open access, divenendo una delle principali aziende operanti in questo settore, con più di 400 titoli di testate pubblicate. Dal 2008 offre i suoi contenuti anche in formato elettronico sulla propria piattaforma integrata.
Tra le edizioni più note della casa editrice si ricordano l'edizione critica completa di Friedrich Nietzsche e la raccolta degli scritti di Immanuel Kant, le edizioni critiche complete di Achim von Arnim,  di Friedrich Schleiermacher e quelle di Ernst Troeltsch.  L'edizione completa di Ferdinand Tönnies è stata pubblicata dal 1998. Tra le riviste, il Journal for Pure and Applied Mathematics (Crelle's Journal) è uno dei più importanti nella sua disciplina a livello mondiale. Opere note al grande pubblico sono Pschyrembel – Dizionario clinico di medicina - e Kluge – Dizionario etimologico della lingua tedesca. Un altro progetto di dizionario è l'Early Modern High German Dictionary.
Nel 2018 De Gruyter Open, la sezione di pubblicazioni open access dell'editore, fu rinominata sciendo.